# GT-1 (滑空魚雷)
GT-1(Glide Torpedo 1)とは、第二次世界大戦中にアメリカ陸軍航空隊によって開発された航空魚雷である。本兵器は航空機によって安全な距離から航空魚雷を投下し、送り込むことを目的としている。GT-1は実戦投入のための試験中、充分な成功が確認され、戦争末期に限られた本数が投入された。

## 設計と開発
エアロンカ(Aeronautical Corporation of Americaの略語)によりアメリカ陸軍航空隊向けに開発されたGT-1は、GB-1系列の滑空爆弾から派生したものである。この兵器のエアーフレームは廉価で単純な設計であり、搭載物を携行するカゴ、それに装着される主翼と双尾翼を備えていた。GT-1の飛行経路は自動操縦を予めセットして決定しておくもので、投下後のこの兵器の安定した航路を保持した。
通常、GT-1は高度3,000mで搭載航空機から投下された。理想的な状況下では、これにより40kmのスタンドオフの距離を与えることができた。
GT-1の弾頭は、Mk13 mod2航空魚雷のもので構成されていた。またGT-1はパラベーンを装着しており、機体の本体部分の6.1m下方で曳航された。水面にこのパラベーンが接触すると、爆発ボルトが魚雷を解放するために点火され、それから魚雷はプリセットによって標的を捜索、破壊するための海面走査パターンを実行した。

## 実戦投入
1943年中に最初の試験が行われ、GT-1の成功が確かめられた。また任務のための実用ユニットが現れた。ノースアメリカンB-25ミッチェル爆撃機から投下されるGT-1は、戦争末期に短時間実用された。
1945年後期、沖縄における3回の作戦でこの兵器を用いたことが知られている。鹿児島県に対する作戦が1回行われ、11基から13基のGT-1を投下、着水に成功した。正規空母1、軽空母1、貨物船1への3本の命中が記録されている。B-17もまたGT-1を携行する能力があった。
第二次世界大戦の終結に続き、対水上艦戦闘における航空魚雷は急速に兵器としての支持を失い、GTカテゴリーの兵器は廃止された。